# Anomodon flagelliformis
Anomodon flagelliformis là một loài Rêu trong họ Thuidiaceae. Loài này được (L.I. Savicz) Granzow mô tả khoa học đầu tiên năm 1997.